# Пекши
Пекши — деревня в Лихославльском районе Тверской области.

## География
Находится в центральной части Тверской области на расстоянии приблизительно 5 км на север по прямой от районного центра города Лихославль.

## История
Деревня была отмечена ещё на карте Менде, состояние местности на которой соответствует 1848 году. В 1859 году здесь (тогда деревня Пекша Новоторжского уезда) было учтено 10 дворов. До 2021 входила в Сосновицкое сельское поселение Лихославльского района до его упразднения.

## Население
Численность населения: 72 человека (1859 год), 8 (русские 38 %, карелы 62 %) в 2002 году, 7 в 2010.